# A Quick Fix of Melancholy
A Quick Fix of Melancholy – minialbum norweskiego zespołu muzycznego Ulver wydany 20 października 2003 roku przez niezależną wytwórnię płytową Jester Records.
Słowa do utworu „Vowels” zostały zaczerpnięte z lipogramu „Eunoia” Christiana Böka (ISBN 1-55245-092-9). „Eitttlane” jest natomiast remiksem utworu „Nattleite” z albumu Kveldssanger, który pierwotnie miał znajdować się na kompilacji 1993–2003: 1st Decade in the Machines.

## Lista utworów
1. „Little Blue Bird” – 6:35
2. „Doom Sticks” – 4:40
3. „Vowels” – 6:18
4. „Eitttlane” – 5:22

## Twórcy
- Kristoffer „Trickster G.” Rygg – śpiew, instrumenty klawiszowe
- Tore Ylwizaker – instrumenty klawiszowe